# Ancita longicornis
Ancita longicornis là một loài bọ cánh cứng trong họ Cerambycidae.